# Trismegistia spinosodentata
Trismegistia spinosodentata là một loài rêu trong họ Sematophyllaceae. Loài này được (Zanten) H. Akiy. mô tả khoa học đầu tiên năm 2010.